# Oskar Gröning
Oskar Gröning, född 10 juni 1921 i Nienburg i nuvarande Niedersachsen, död 9 mars 2018, var en tysk före detta Unterscharführer i Waffen-SS. Mellan 1942 och 1944 tjänstgjorde han som bokhållare och kassör i koncentrations- och förintelselägret Auschwitz-Birkenau. Den 15 juli 2015 dömdes Gröning till fyra års fängelse för medhjälp till mord på 300 000 människor, de flesta judar.

## Biografi
Gröning blev medlem i Nationalsocialistiska tyska arbetarepartiet (NSDAP) 1939 och kort därefter Waffen-SS. Den 28 september 1942 kommenderades han till Auschwitz-Birkenau. Grönings uppgifter bestod i att sortera och räkna de olika sedlar som stals från de nyanlända judarna. Han fick snart kännedom om förintelseprocessen och efter att ha blivit nekad förflyttning accepterade han sin roll i den.
Gröning fick på nära håll bevittna mördandet i Auschwitz. Vid ett tillfälle såg han några små barn som låg gömda i en av godsvagnarna som hade anlänt till lägret. Dessa bars ut ur vagnen och sköts. Vid ett annat tillfälle hörde han ett spädbarn skrika, liggande på perrongen. En SS-man tog barnet i benen och krossade dess huvud mot järnstången på en lastbil.
En natt i slutet av 1942 ljöd larmet i lägret. En grupp fångar hade flytt in i det närbelägna skogsområdet och Gröning och några andra SS-män beordrades att ge sig ut och söka. Gröning kom då till lägrets förintelseområde och såg döda kroppar ligga utanför en tegelstuga, som hade byggts om till gaskammare. En SS-man tog på sig en gasmask och hällde en burk Zyklon B i en lucka i stugans vägg. Gröning hörde själv offrens skrik. Senare bevittnade han hur de mördades lik brändes i en grop.
I oktober 1944 förflyttades Gröning från Auschwitz till västfronten. Han sårades i samband med Ardenneroffensiven och hamnade efter andra världskriget i brittisk krigsfångenskap. Gröning frisläpptes efter tre år och återvände till Tyskland.
I mitten av 1980-talet närvarade Gröning vid ett möte för frimärkssamlare och inledde ett samtal med en man som sade att det var en skam att förintelseförnekelse är olagligt i Tyskland. Mannen rekommenderade Gröning att läsa en skrift av förintelseförnekaren Thies Christophersen. Gröning gjorde detta och sände skriften till Christophersen, med sina egna kommentarer. Gröning skrev bland annat: "Jag såg allt, gaskamrarna, kremeringarna, selektionerna. En och en halv miljon judar mördades i Auschwitz. Jag var där."
Gröning beslutade sig även för att bemöta förintelseförnekarna offentligt och fördöma deras åsikter. 

### Åtal
I september 2014 åtalades Gröning för medhjälp till mord i 300 000 fall. Rättegången inleddes i Lüneburg den 21 april 2015.. Den 15 juli 2015 dömdes Oskar Gröning till fyra års fängelse för medhjälp till mord på 300 000 personer.